# Regelfläche

Regelfläche: Definition

In der Geometrie heißt eine Fläche Regelfläche, wenn durch jeden Punkt der Fläche mindestens eine Gerade geht, die ganz in der Fläche enthalten ist.
Dies gilt etwa für Ebenen, Zylinder, Kegel, einschalige Hyperboloide und hyperbolische Paraboloide. Bei den beiden letztgenannten gehen durch jeden Punkt sogar zwei Geraden (es sind doppelt-gekrümmte Flächen). Eine Regelfläche, bei der durch jeden Punkt mehr als zwei Geraden gehen, kann nur eine Ebene sein.
Bei Regelflächen mit endlicher Ausdehnung (z. B. Zylindern) und ohne Selbstdurchdringungen (z. B. bei Kegeln und Regelschraubflächen) sind die Erzeugenden auf Strecken beschränkt.
Im Begriff Regelfläche hat Regel – wie auch in Kippregel – die ursprüngliche Bedeutung des lateinischen regula (Stab, Lineal), die heute noch im englischen rule oder dem französischen règle enthalten ist.
Regelflächen finden in der Architektur als leicht modellierbare Flächen Anwendung, da sie trotz Krümmung aus geraden Bauteilen zusammengesetzt oder – im Falle von Beton – mit geraden Brettern eingeschalt werden können. Große Kühltürme etwa haben oft die Form eines einschaligen Hyperboloids. Beim Bau von Lüftungskanälen und bei Klempnerarbeiten werden Blechabwicklungen verwendet, also abwickelbare Regelflächen wie zum Beispiel Zylinder- und Kegelsegmente, da diese durch einfaches Biegen geformt werden können, ohne das Material zu dehnen oder zu stauchen (wie bei den aufwändigeren Verfahren der Massivumformung).

Siehe auch Abwicklung (Darstellende Geometrie)
Bei der geometrischen Modellierung werden Regelflächen z. B. zur Erzeugung von Coons-Flächen verwendet.

## Definition und Parameterdarstellung
Definition

Regelfläche erzeugt mit zwei Bezierkurven als Leitkurven (rot, grün)

- Eine zweidimensionale differenzierbare Mannigfaltigkeit heißt Regelfläche, wenn sie die Vereinigung einer einparametrigen Geradenschar ist. Die Geraden dieser Schar heißen die Erzeugenden der Regelfläche.

Parameterdarstellung
Eine Regelfläche lässt sich durch eine Parameterdarstellung der Form
- (CR) {\displaystyle \quad \mathbf {x} (u,v)={\color {red}\mathbf {c} (u)}+v\;{\color {blue}\mathbf {r} (u)}}

beschreiben. Jede Flächenkurve  {\displaystyle \;\mathbf {x} (u_{0},v)\;} mit festem Parameter {\displaystyle u=u_{0}} ist eine Erzeugende (Gerade) und die Kurve {\displaystyle \;\mathbf {c} (u)\;} ist die Leitkurve. Die Vektoren {\displaystyle \;\mathbf {r} (u)\;} beschreiben das Richtungsfeld der Erzeugenden.
Die durch die Parameterdarstellung * beschriebene Regelfläche, kann man auch mit Hilfe der Kurve  {\displaystyle \;\mathbf {d} (u)=\mathbf {c} (u)+\mathbf {r} (u)\;} als zweite Leitkurve beschreiben:
- (CD) {\displaystyle \quad \mathbf {x} (u,v)=(1-v)\;{\color {red}\mathbf {c} (u)}+v\;{\color {green}\mathbf {d} (u)}\ .}

Umgekehrt kann man von zwei sich nicht schneidenden Kurven als Leitkurven ausgehen und erhält damit die Darstellung einer Regelfläche mit dem Richtungsfeld {\displaystyle \;\mathbf {r} (u)=\mathbf {d} (u)-\mathbf {c} (u)\ .}
Bei der Erzeugung einer Regelfläche mit Hilfe zweier Leitkurven (oder einer Leitkurve und eines Richtungsfeldes) ist nicht nur die geometrische Gestalt dieser Kurven von Bedeutung, sondern die konkrete Parameterdarstellung hat wesentlichen Einfluss auf die Gestalt der Regelfläche. Siehe Beispiele d)
Für theoretische Untersuchungen (s. u.) ist die Darstellung (CR) vorteilhaft, da der Parameter {\displaystyle v} nur in einem Term vorkommt.

## Beispiele

### Senkrechter Kreiszylinder

Regelflächen: Zylinder, Kegel

{\displaystyle \ x^{2}+y^{2}=a^{2}\ }:
{\displaystyle \mathbf {x} (u,v)=(a\cos u,a\sin u,v)^{T}}
{\displaystyle ={\color {red}(a\cos u,a\sin u,0)^{T}}\;+\;v\;{\color {blue}(0,0,1)^{T}}}
{\displaystyle =(1-v)\;{\color {red}(a\cos u,a\sin u,0)^{T}}\;+\;v\;{\color {green}(a\cos u,a\sin u,1)^{T}}\ .}

Hierbei ist {\displaystyle \quad \mathbf {c} (u)=(a\cos u,a\sin u,0)^{T}\ ,\quad \mathbf {r} (u)=(0,0,1)^{T}\ ,\quad \mathbf {d} (u)=(a\cos u,a\sin u,1)^{T}\ .}

### Senkrechter Kreiskegel
{\displaystyle \ x^{2}+y^{2}=z^{2}\ }:
{\displaystyle \mathbf {x} (u,v)={\color {red}(\cos u,\sin u,1)^{T}}\;+\;v\;{\color {blue}(\cos u,\sin u,1)^{T}}}
{\displaystyle =(1-v)\;{\color {red}(\cos u,\sin u,1)^{T}}\;+\;v\;{\color {green}(2\cos u,2\sin u,2)^{T}}.}

Hier ist {\displaystyle \quad \mathbf {c} (u)=(\cos u,\sin u,1)^{T}\;=\;\mathbf {r} (u)\ ,\quad \mathbf {d} (u)=(2\cos u,2\sin u,2)^{T}\ .}

Man hätte auch als Leitkurve  {\displaystyle \ \mathbf {c} (u)=(0,0,0)^{T}\ }, also die Spitze des Kegels, und als Richtungsfeld {\displaystyle \ \mathbf {r} (u)=(\cos u,\sin u,1)^{T}\ } wählen können. Bei allen Kegeln kann man als Leitkurve die Spitze wählen.

### Wendelfläche

Wendelfläche als Regelfläche

{\displaystyle \mathbf {x} (u,v)=\;(v\cos u,v\sin u,ku)^{T}\;}
{\displaystyle =\;{\color {red}(0,0,ku)^{T}}\;+\;v\;{\color {blue}(\cos u,\sin u,0)^{T}}\ }
{\displaystyle =\;(1-v)\;{\color {red}(0,0,ku)^{T}}\;+\;v\;{\color {green}(\cos u,\sin u,ku)^{T}}\ .}
Die Leitkurve {\displaystyle \ \mathbf {c} (u)=(0,0,ku)^{T}\;} ist die z-Achse, das Richtungsfeld {\displaystyle \;\mathbf {r} (u)=\ (\cos u,\sin u,0)^{T}\;} und die zweite Leitkurve  {\displaystyle \ \mathbf {d} (u)=(\cos u,\sin u,ku)^{T}\ } ist eine Schraublinie.

### Zylinder, Kegel und Hyperboloide
Die Parameterdarstellung
{\displaystyle \mathbf {x} (u,v)=(1-v)\;{\color {red}(\cos(u-\varphi )\;,\;\sin(u-\varphi )\;,\;-1)^{T}}\;+\;v\;{\color {green}(\cos(u+\varphi )\;,\;\sin(u+\varphi )\;,\;1)^{T}}}

Regelfläche: einschaliges Hyperboloid für

besitzt zwei horizontale Einheitskreise als Leitkurven. Der zusätzliche Parameter {\displaystyle \varphi } erlaubt es, die Parameterdarstellungen der Kreise zu variieren. Für
{\displaystyle \varphi =0\ } erhält man den Zylinder {\displaystyle x^{2}+y^{2}=1}, für
{\displaystyle \varphi =\pi /2\ } erhält man den Kegel {\displaystyle x^{2}+y^{2}=z^{2}} und für
{\displaystyle 0<\varphi <\pi /2\ } erhält man ein einschaliges Hyperboloid mit der Gleichung {\displaystyle \ {\tfrac {x^{2}+y^{2}}{a^{2}}}-{\tfrac {z^{2}}{c^{2}}}=1\ } und den Halbachsen {\displaystyle \ a=\cos \varphi \;,\;c=\cot \varphi }.

### Hyperbolisches Paraboloid

Hyperbolisches Paraboloid

Falls die Leitlinien in (CD) die Geraden
{\displaystyle \mathbf {c} (u)=(1-u)\mathbf {a} _{1}+u\mathbf {a} _{2},\quad \mathbf {d} (u)=(1-u)\mathbf {b} _{1}+u\mathbf {b} _{2}}
sind, erhält man
{\displaystyle \mathbf {x} (u,v)=(1-v){\big (}(1-u)\mathbf {a} _{1}+u\mathbf {a} _{2}{\big )}\ +\ v{\big (}(1-u)\mathbf {b} _{1}+u\mathbf {b} _{2}{\big )}\ }.
Dies ist das hyperbolische Paraboloid, das die 4 Punkte {\displaystyle \ \mathbf {a} _{1},\;\mathbf {a} _{2},\;\mathbf {b} _{1},\;\mathbf {b} _{2}\ } bilinear interpoliert.
Für das Beispiel der Zeichnung ist
{\displaystyle \ \mathbf {a} _{1}=(0,0,0)^{T},\;\mathbf {a} _{2}=(1,0,0)^{T},\;\mathbf {b} _{1}=(0,1,0)^{T},\;\mathbf {b} _{2}=(1,1,1)^{T}\ }.

und das hyperbolische Paraboloid hat die Gleichung {\displaystyle z=xy}.

### Möbiusband
Die Regelfläche
{\displaystyle \mathbf {x} (u,v)=\mathbf {c} (u)+v\;\mathbf {r} (u)}
mit
{\displaystyle \mathbf {c} (u)=(\cos 2u,\sin 2u,0)^{T}\ } (die Leitkurve ist ein Kreis),
{\displaystyle \mathbf {r} (u)=(\cos u\cos 2u,\cos u\sin 2u,\sin u)^{T}\ ,\quad 0\leq u<\pi \ ,}
enthält ein Möbiusband.

Möbiusband

Die Zeichnung zeigt das Möbiusband für {\displaystyle -0.3\leq v\leq 0.3}.
Man rechnet leicht nach, dass {\displaystyle \det(\mathbf {\dot {c}} (0)\;,\;\mathbf {\dot {r}} (0)\;,\;\mathbf {r} (0))\;\neq \;0\ } ist (s. nächsten Abschnitt). D. h. diese Realisierung eines Möbiusbandes ist nicht abwickelbar. Es gibt allerdings auch abwickelbare Möbiusbänder.

### Weitere Beispiele
1. Die Einhüllende einer einparametrigen Ebenenschar
2. Oloid
3. Catalansche Fläche
4. Konoid
5. Regelschraubflächen

## Tangentialebenen, abwickelbare Flächen
Für die hier notwendigen Ableitungen wird stets vorausgesetzt, dass sie auch existieren.
Um den Normalenvektor in einem Punkt zu berechnen, benötigt man die partiellen Ableitungen der Darstellung {\displaystyle \quad \mathbf {x} (u,v)=\mathbf {c} (u)+v\;\mathbf {r} (u)}:
{\displaystyle \mathbf {x} _{u}=\mathbf {\dot {c}} (u)+v\;\mathbf {\dot {r}} (u)}, {\displaystyle \quad \mathbf {x} _{v}=\;\mathbf {r} (u)}
- {\displaystyle \mathbf {n} =\mathbf {x} _{u}\times \mathbf {x} _{u}=\mathbf {\dot {c}} \times \mathbf {r} +v(\mathbf {\dot {r}} \times \mathbf {r} )}.

Da das Skalarprodukt {\displaystyle \mathbf {n} \cdot \mathbf {r} =0} ist (Ein Spatprodukt mit zwei gleichen Vektoren ist immer 0!), ist {\displaystyle \mathbf {r} (u_{0})} ein Tangentenvektor in jedem Punkt {\displaystyle \mathbf {x} (u_{0},v)}. Die Tangentialebenen entlang dieser Gerade sind identisch, falls {\displaystyle \mathbf {\dot {r}} \times \mathbf {r} } ein Vielfaches von {\displaystyle \mathbf {\dot {c}} \times \mathbf {r} } ist. Dies ist nur möglich, wenn die drei Vektoren {\displaystyle \mathbf {\dot {c}} \;,\;\mathbf {\dot {r}} \;,\;\mathbf {r} \ } in einer Ebene liegen, d. h. linear abhängig sind. Die lineare Abhängigkeit dreier Vektoren kann man mit Hilfe der Determinante dieser Vektoren feststellen:
- Die Tangentialebenen entlang der Gerade {\displaystyle \mathbf {x} (u_{0},v)=\mathbf {c} (u_{0})+v\;\mathbf {r} (u_{0})} sind gleich, falls

{\displaystyle \det(\mathbf {\dot {c}} (u_{0})\;,\;\mathbf {\dot {r}} (u_{0})\;,\;\mathbf {r} (u_{0}))\;=\;0}.
Eine Erzeugende, für die dies gilt heißt torsal.
- Eine Regelfläche  {\displaystyle \quad \mathbf {x} (u,v)=\mathbf {c} (u)+v\;\mathbf {r} (u)} ist genau dann in eine Ebene abwickelbar, wenn für alle Punkte die Gauß-Krümmung verschwindet. Dies ist genau dann der Fall, wenn

{\displaystyle \det(\mathbf {\dot {c}} \;,\;\mathbf {\dot {r}} \;,\;\mathbf {r} )\;=\;0\quad }
in jedem Punkt gilt, d. h., wenn jede Erzeugende eine Torsale ist. Eine abwickelbare Fläche heißt deswegen auch Torse.
Eigenschaften einer abwickelbaren Fläche:
- Die Erzeugenden stellen eine Schar von Asymptotenlinien dar. Sie sind auch eine Schar von Krümmungslinien.
- Eine abwickelbare Fläche ist entweder ein (allgemeiner) Zylinder oder ein (allgemeiner) Kegel oder eine Tangentenfläche (Fläche die aus den Tangenten einer Raumkurve besteht).

## Anwendung und Geschichte abwickelbarer Flächen

Verbindungstorse zweier Ellipsen und ihre Abwicklung

Die Determinantenbedingung für abwickelbare Flächen gibt einem eine Möglichkeit, eine Verbindungstorse zwischen zwei gegebenen Leitkurven numerisch zu ermitteln. Das Bild zeigt ein Beispiel einer Anwendung: Verbindungstorse zwischen zwei Ellipsen (eine horizontal, die andere vertikal) und ihre Abwicklung.
Einen Einblick in die Verwendung von abwickelbaren Flächen im CAD-Bereich findet man in Interactive design of developable surfaces
Einen historischen Überblick über abwickelbare Flächen gibt Developable Surfaces: Their History and Application.

## Striktionslinie oder Kehllinie

### Definition
Bei einer zylindrischen Regelfläche sind alle Erzeugenden parallel, d. h. alle Richtungsvektoren {\displaystyle \mathbf {r} (u)} sind parallel und damit
{\displaystyle {\dot {\mathbf {r} }}(u)=\mathbf {0} \ .} Bei zwei parallelen Geraden haben alle Punkte der einen Gerade denselben Abstand zur anderen Gerade.
Bei einer nichtzylindrischen Regelfläche sind benachbarte Erzeugenden windschief und es existiert ein Punkt auf der einen Gerade, der minimalen Abstand zu der anderen Gerade hat. In diesem Fall ist {\displaystyle {\dot {\mathbf {r} }}(u)\neq \mathbf {0} \ .} Solch einen Punkt nennt man Zentralpunkt. Die Gesamtheit der Zentralpunkte bilden eine Kurve, die Striktionslinie oder Kehllinie oder auch Taille. Letztere Bezeichnung beschreibt sehr anschaulich die Striktionslinie eines einschaligen Rotations-Hyperboloids (s. u.).
- In dem Zentralpunkt einer Erzeugenden nimmt der Betrag der Gausskrümmung ein Maximum an[11].

Eine zylindrische Fläche besitzt keine Zentralpunkte und damit keine Striktionslinie, oder anschaulich: keine Taille. Bei einer (allgemeinen) Kegelfläche entartet die Striktionslinie/Taille zu einem Punkt, die Kegelspitze.

### Parameterdarstellung
In den folgenden Überlegungen wird vorausgesetzt, dass die Regelfläche
{\displaystyle \mathbf {x} (u,v)=\mathbf {c} (u)+v\;\mathbf {r} (u)}
nicht zylindrisch und genügend differenzierbar ist, genauer:
{\displaystyle {\dot {\mathbf {r} }}(u)\neq \mathbf {0} \quad } und der Einfachheit halber  {\displaystyle \quad |\mathbf {r} (u)|=1\ } ist.
Die letzte Eigenschaft hat den Vorteil, dass {\displaystyle \quad \mathbf {r} \cdot {\dot {\mathbf {r} }}=0\quad } ist, was Rechnungen stark vereinfacht. Bei konkreten Beispielen ist diese Eigenschaft meist zunächst nicht erfüllt. Was sich aber durch Normierung korrigieren lässt.
Zwei benachbarte Erzeugenden
{\displaystyle \mathbf {x} (v_{1})=\mathbf {c} (u)+v_{1}\;\mathbf {r} (u)}
{\displaystyle \mathbf {x} (v_{2})=\mathbf {c} (u+\Delta u)+v_{2}\;\mathbf {r} (u+\Delta u)}
Am Ende der Überlegungen geht dann {\displaystyle \Delta u\to 0}. Deshalb sind die folgenden linearen Approximationen (man ersetzt die Kurve in der näheren Umgebung durch ihre Tangente) sinnvoll:
{\displaystyle \mathbf {c} (u+\Delta u)\approx \mathbf {c} (u)+\Delta u\;{\dot {\mathbf {c} }}(u)}
{\displaystyle \mathbf {r} (u+\Delta u)\approx \mathbf {r} (u)+\Delta u\;{\dot {\mathbf {r} }}(u)}.
Abstandsquadrat
Das Quadrat des Abstandes zweier Punkte der Geraden
{\displaystyle \mathbf {l} _{1}(v_{1})=\mathbf {c} +v_{1}\;\mathbf {r} }
{\displaystyle \mathbf {l} _{2}(v_{2})=\mathbf {c} +\Delta u\;{\dot {\mathbf {c} }}+v_{2}\;(\mathbf {r} +\Delta u\;{\dot {\mathbf {r} }})\quad } ist
{\displaystyle D(v_{1},v_{2})={\Big (}(v_{2}-v_{1})\;\mathbf {r} +\Delta u({\dot {\mathbf {c} }}+v_{2}\;{\dot {\mathbf {r} }}){\Big )}^{2}\ .}
Parameter des Zentralpunktes
Der Abstand wird minimal, wenn die Funktion {\displaystyle D(v_{1},v_{2})} minimal wird. Und dies ist der Fall, wenn die 1. partiellen Ableitungen Null sind:
{\displaystyle D_{v_{1}}=-2{\Big (}(v_{2}-v_{1})\;\mathbf {r} +\Delta u({\dot {\mathbf {c} }}+v_{2}\;{\dot {\mathbf {r} }}){\Big )}\cdot \mathbf {r} }
{\displaystyle \ =-2{\color {magenta}(v_{2}-v_{1}+\Delta u\;{\dot {\mathbf {c} }}\cdot \mathbf {r} )}=0\ ,}
{\displaystyle D_{v_{2}}=2{\Big (}(v_{2}-v_{1})\;\mathbf {r} +\Delta u({\dot {\mathbf {c} }}+v_{2}\;{\dot {\mathbf {r} }}){\Big )}\cdot (\mathbf {r} +\Delta u\;{\dot {\mathbf {r} }})}
{\displaystyle \ =2{\Big (}{\color {magenta}v_{2}-v_{1}+\Delta u\;{\dot {\mathbf {c} }}\cdot \mathbf {r} }+{\Delta u}^{2}({\dot {\mathbf {c} }}\cdot {\dot {\mathbf {r} }}+v_{2}{\dot {\mathbf {r} }}^{2}){\Big )}=0\ .}
Aus diesem Gleichungssystem für {\displaystyle v_{1},v_{2}} folgt für {\displaystyle \Delta u\to 0\ }:
- {\displaystyle \quad v_{1}=v_{2}=-{\frac {{\dot {\mathbf {c} }}\cdot {\dot {\mathbf {r} }}}{{\dot {\mathbf {r} }}^{2}}}\ .}

Parameterdarstellung
Die Parameterdarstellung der Striktionslinie ist also
- {\displaystyle \mathbf {x} (u)=\mathbf {c} (u)-{\frac {{\dot {\mathbf {c} }}(u)\cdot {\dot {\mathbf {r} }}(u)}{{\dot {\mathbf {r} }}^{2}(u)}}\;\mathbf {r} (u)\ .}

Doppelte Regelflächen
Sowohl auf dem einschaligen Hyperboloid als auch auf dem hyperbolischen Paraboloid liegen zwei Scharen von Geraden. Zu jeder Schar gehört eine Striktionslinie. Beim einschaligen Rotations-Hyperbolod fallen die zwei Striktionslinien zusammen.

### Beispiele
1) Einschaliges Rotations-Hyperboloid
{\displaystyle \mathbf {x} (u,v)={\begin{pmatrix}\cos u\\\sin u\\0\end{pmatrix}}+v\cdot {\begin{pmatrix}-\sin u\\\cos u\\k\end{pmatrix}}\ ,\ }
Die Zentralpunkte haben alle den Parameter {\displaystyle v=0}, d. h. die Striktionslinie ist der Einheitskreis in der x-y-Ebene.
2) Gerades Konoid

Striktionslinien (rot) von einschaligem Rotations-Hyperboloid, hyperbolischem Paraboloid und Wendelfläche

Bei einem geraden Konoid ist die Achse das gemeinsame Lot aller Erzeugenden.
(Es gilt allgemein: Ein Punktepaar zweier windschiefer Geraden hat den kürzesten Abstand, wenn seine Verbindung das gemeinsame Lot der Geraden ist.) Also gilt für gerade Konoide
Die Achse eines geraden Konoids ist auch seine Striktionslinie.
Beispiele von geraden Konoiden sind das hyperbolische Paraboloid {\displaystyle z=xy} und die Wendelfläche.
3) Torse

Schraubtorse, lila: Leitkurve und Striktionslinie

Jede vom allgemeinen Zylinder und Kegel verschiedene abwickelbare Regelfläche (Torse) ist eine Tangentenfläche, d. h. die Gesamtheit der Erzeugenden der Regelfläche besteht aus der Schar der Tangenten einer vorgegebenen Kurve {\displaystyle \gamma }. (Im Bild ist die Kurve eine Schraublinie. Dadurch entsteht eine Schraubtorse.) Allgemein gilt
Die Striktionslinie einer durch eine Kurve {\displaystyle \gamma } erzeugte Tangentenfläche ist die Kurve {\displaystyle \gamma } selbst.
4) Möbiusband

Striktionslinie (rot) eines Moebiusbandes

Für die oben angegebene Beschreibung eines Möbiusbandes ist
{\displaystyle \mathbf {c} (u)=(\cos 2u,\sin 2u,0)^{T}\ } ,
{\displaystyle \mathbf {r} (u)=(\cos u\cos 2u,\cos u\sin 2u,\sin u)^{T}\ .}
(Zum Bild: Damit die Striktionslinie völlig auf der dargestellten Fläche liegt, wurde das Band verbreitert.)
Der Richtungsvektor {\displaystyle \mathbf {r} } ist in diesem Fall schon ein Einheitsvektor, was die Rechnung wesentlich vereinfacht.
Für den Parameter des jeweiligen Zentralpunktes ergibt sich
{\displaystyle v={\frac {4\cos u}{1+4\cos ^{2}u}}} und schließlich die Parameterdarstellung der Striktionslinie
{\displaystyle \mathbf {x} (u)={\frac {1}{1+4\cos ^{2}u}}\;{\big (}\cos(2u),\sin(2u),-2\sin(2u){\big )}\ .}
Man erkennt leicht, dass diese Kurve in der Ebene {\displaystyle 2y+z=0} liegt.
Um zu zeigen, dass diese ebene Kurve sogar
eine Ellipse mit Mittelpunkt {\displaystyle (-{\tfrac {2}{5}},0,0)} und den Halbachsen {\displaystyle a=1,b={\tfrac {3}{5}}} ist,
zeigt man, dass die x- und y-Koordinaten die Gleichung {\displaystyle \ {\tfrac {(x+{\tfrac {2}{5}})^{2}}{({\tfrac {3}{5}})^{2}}}+{\tfrac {y^{2}}{\tfrac {1}{5}}}=1\ } erfüllen. Also ist der Grundriss der Striktionslinie eine Ellipse und damit die Striktionslinie als Parallelprojektion auch.
Die Striktionslinie lässt sich einfacher durch die Parameterdarstellung
{\displaystyle \mathbf {x} (t)=\mathbf {f} _{0}+\mathbf {f} _{1}\cos t+\mathbf {f} _{2}\sin t\ } mit
{\displaystyle \mathbf {f} _{0}=(-{\tfrac {2}{5}},0,0)^{T},\ \mathbf {f} _{1}=({\tfrac {3}{5}},0,0)^{T},\ \mathbf {f} _{2}=(0,-{\tfrac {1}{\sqrt {5}}},{\tfrac {2}{\sqrt {5}}})^{T}}
beschreiben (s. Ellipse).

## Zusammensetzung von Regelflächen
Man kann je zwei abwickelbare Regelflächen längs einer Geraden {\displaystyle g} bzw. {\displaystyle h} abschneiden und sie so zusammensetzen, dass aus {\displaystyle g} und {\displaystyle h} eine gemeinsame Gerade der zusammengesetzten Fläche mit einer neuen gemeinsamen Tangentialebene von dieser wird.
Bei einer nicht abwickelbaren und einer abwickelbaren Regelfläche ist die so zusammengesetzte Fläche längs der gemeinsamen Erzeugenden nicht differenzierbar. Die gemeinsame Erzeugende ist als Kante sichtbar, wobei die Kante an verschiedenen Punkten der Erzeugenden verschieden deutlich hervortritt. Bei zwei nicht abwickelbaren Regelflächen kann die so zusammengesetzte Fläche längs der gemeinsamen Erzeugenden differenzierbar sein, ist es im Allgemeinen aber nicht.

## Außermathematische Anwendung
Regelflächen können nicht nur in der Mathematik, sondern auch außerhalb davon in Konstruktionen und Ingenieursarbeit verwendet werden. Ein gutes Beispiel hierfür ist die Arbeit des Architekten/Mathematikers Antoni Gaudí. Das Gewölbe der La Sagrada Família beschreibt hierbei mehrere Hyperboloide, hyperbolische Paraboloide und Helikoide.